# Burg Theater (Kino)

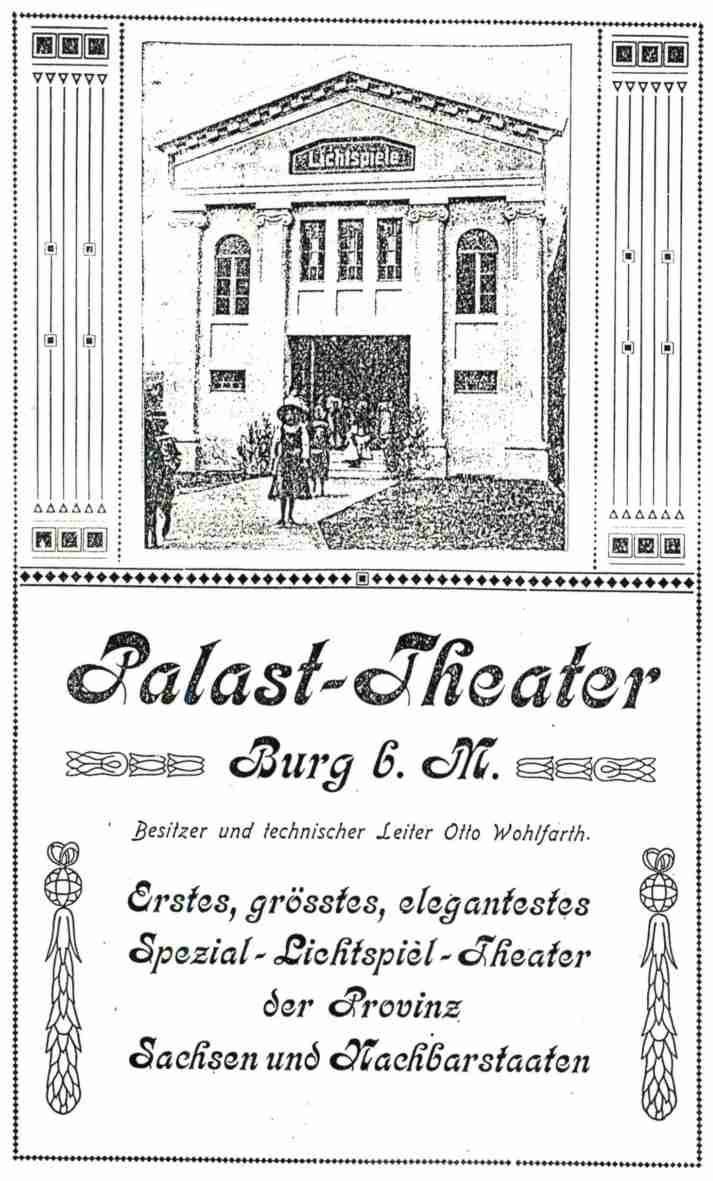
Anzeige im Burger Tageblatt (1911?)

Das Kino Burg Theater in Burg (bei Magdeburg) ist der älteste und bis heute durchgängig betriebene Kino-Zweckbau Deutschlands.

## Geschichte
Der Ingenieur Otto Wohlfahrt eröffnete 1908 in einem Wohn- und Geschäftshaus auf dem Eckgrundstück Schartauer Straße / Franzosenstraße das Walhalla als erstes festes Kino der Stadt, das jedoch schon 1910 durch einen Brand zerstört wurde. Am 11. Januar 1911 stellte er bei der Stadt Burg einen Bauantrag, der schon am 2. Februar bewilligt wurde. Innerhalb von 13 Wochen ließ er auf dem Grundstück Magdeburger Straße 4 einen Kinozweckbau errichten.
Aufgrund der Erfahrungen aus dem Brand des Walhalla wurde beim Neubau vor allem auf „Feuersicherheit und schnelle Entleerungsfähigkeit“ geachtet. Wohlfahrt ließ das Gebäude mit Sprinkleranlage, Feuerlöschhähnen, Feuerlöschapparaten und vier Notausgängen ausstatten. Für Komfort sorgten eine bequeme und räumlich weit ausgedehnte Plattsitz-Bestuhlung sowie eine Belüftungsanlage.
Beworben als „Erstes, größtes und modernstes Spezial-Lichtspiel-Theater der Provinz Sachsen“ wurde es am 3. Juni 1911 um 4 Uhr nachmittags unter dem Namen Palast-Theater eröffnet.
Zu Beginn der 1920er-Jahre übernahm Pape das Kino und betrieb es gemeinsam mit den ebenfalls 1911 eröffneten Roland-Lichtspielen am Paradeplatz. Im Jahr 1939 wollte er das Palast-Theater zu einem der modernsten Lichtspieltheater Deutschlands umbauen. Dies sollte durch einen um 90° versetzten Anbau realisiert werden, der sich bis zu Schartauer Straße erstrecken sollte. Dieser Neubau sollte den bisherigen reinen Kinobetrieb durch eine Theaterspielstätte erweitern. Die Genehmigung durch die Reichsfilmkammer lag Pape schon vor, durch den Beginn des Zweiten Weltkriegs durfte er jedoch nicht mehr ausgeführt werden.
Zu DDR-Zeiten wurde das Kino dann staatlich betrieben und 1985 durch eine Kinobar (Visionsbar – eine Bar im Kinosaal mit Blick auf die Leinwand) ergänzt. Von 1955 bis 1991 trug es den Namen „Theater des Friedens“ – offiziell auf Wunsch und Vorschlag der Burger Werktätigen, da ein Palast nicht ihren Vorstellungen entsprach.
Nach der Wiedervereinigung bekam es seinen heutigen Namen. 1997 übernahm der langjährige Mitarbeiter Wilfried Schlaak Gebäude und Betrieb von der Ufa. Seit 1998 wurde es von der Firma Becker betrieben, die auch die Kinos in Oschersleben und Wernigerode führt(e).

## Architektur
Das Burg Theater ist ein reiner Kinozweckbau mit einem Saal. Die Saalhöhe beträgt 8 m, die Saaltiefe 35 m. Ursprünglich hatte die Leinwand eine Größe von 20 m² und der Saal war mit einer Kassettendecke, 650 amphitheatrisch ausgerichteten Klappstühlen und einer Logen-Galerie ausgestattet.
1985 wurde das Kino dem Trend in der DDR folgend zu einem Klubkino (Klappsitze wurden zum Teil durch Sessel und Couchtische ausgetauscht) umgebaut. Dazu wurde eine Kinobar (Visionsbar) für 30 Personen im hinteren Drittel des Saales eingerichtet und ein Bar- und Garderobenanbau seitlich errichtet. Die Parkettbestuhlung wurde auf 250 Plätze verringert und der Saal mit schweren dunkelbraunen Mollvorhängen verkleidet.
Zu Beginn des Jahrtausends wurde eine moderne Reihenbestuhlung eingebaut und somit die Kapazität auf 154 Plätze begrenzt. In dieser Form besteht das Kino bis heute.
Dem Kinosaal vorgelagert ist ein zwei-etagiges Eingangsgebäude. Im Erdgeschoss befinden sich der Eingangs- und Kassenbereich, der durch zwei Schwingtüren vom Ausstellungsbereich getrennt ist. In letzterem sind alte Projektoren und Scheinwerfer sowie Informationen zur Kinogeschichte zu sehen, und hier befindet sich auch der Zugang zu den Toiletten. Im ersten Obergeschoss sind Büroräume und Vorführtechnik zu finden. Die Eingangstür befand sich ursprünglich in der Mitte des Eingangsbereiches, wurde aber im Zuge von Umbauten und der Vereinfachung der Fassade auf die rechte Seite verlegt.

## Die (historische) Bedeutung
Das Burg Theater ist der älteste und bis heute durchgängig betriebene Kinobau Deutschlands und eines der ältesten Kinos überhaupt. Es gibt zwar ältere Kinos in Deutschland, diese sind jedoch in Wohn- und Geschäftshäusern untergebracht. Das Burger Kinogebäude wurde ausschließlich zum Zwecke eines Lichtspielhauses gebaut.
In der Region zwischen Magdeburg, Dessau-Roßlau und Brandenburg ist es neben dem Kino Genthin eines der wenigen noch betriebenen Kinos im ländlichen Raum.

## Gegenwart und Zukunft

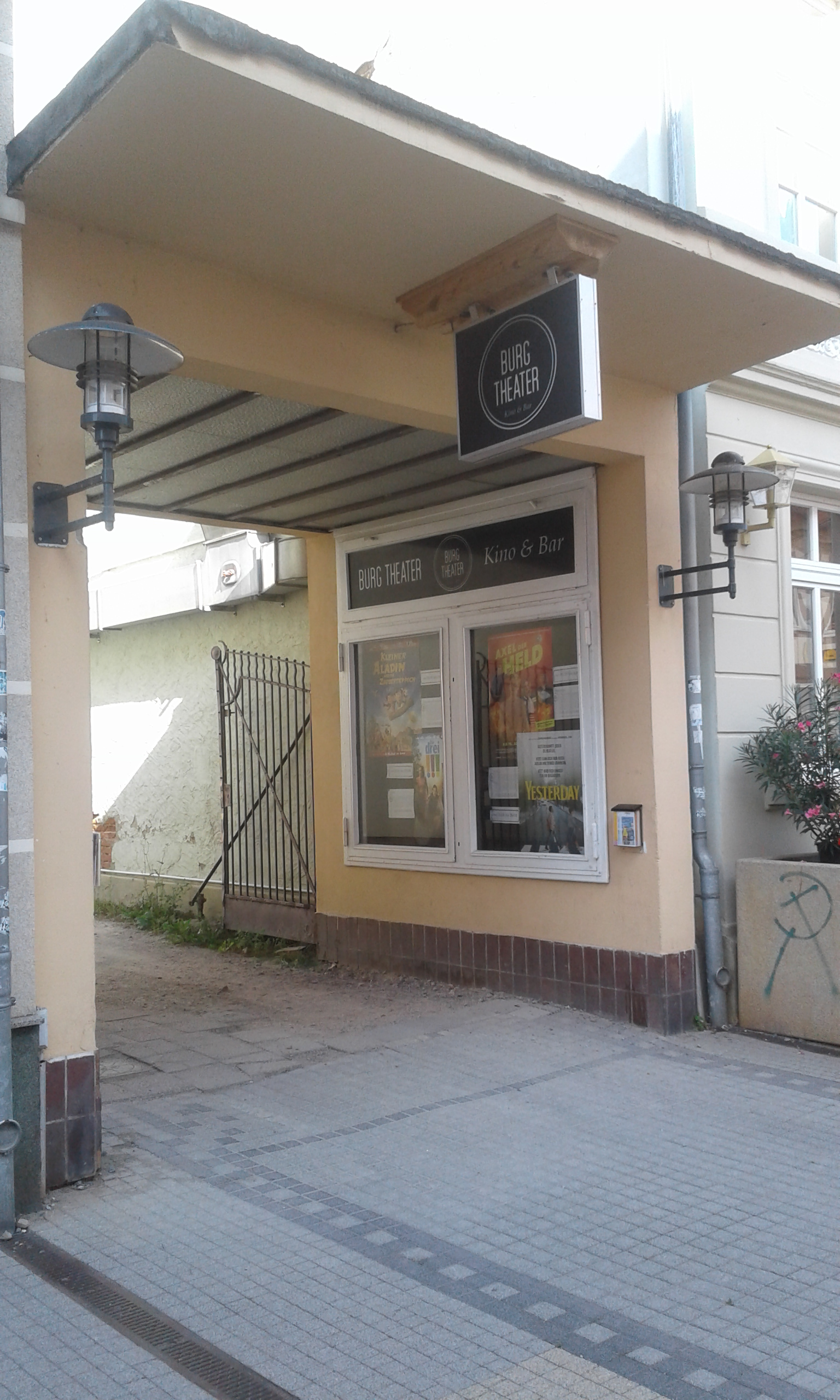
Eingangsbereich des Kinos

Das Kino hat seit Jahren mit sinkenden Besucherzahlen und steigenden Betriebskosten zu kämpfen. Der damalige Betreiber wollte es deshalb zum Jahresende 2009 schließen. Daraufhin hat sich eine Initiative zum Erhalt des Kinos in Burg gegründet, aus der der Verein „WEITBLICK e. V.“ hervorging. Dieser betreibt es nun als bürgerschaftlich betriebenes, nachhaltiges, regionales, generationsübergreifendes und gemeinnütziges Kino weiter. Nach einer Renovierungspause im Sommer 2010 wurde das Burg Theater am 10. September 2010 wieder eröffnet.

## Technische Daten
Das Burg Theater verfügt über eine ca. 50 m² große Leinwand und eine Dolby Digital 5.1 Tonanlage. Seit April 2014 können im Burg Theater sowohl digitale als auch analoge Filme gezeigt werden. Für die digitale Filmprojektion wird ein Projektor der Firma Christie verwendet. Für die Vorführung von 35-mm-Filmen steht ein tschechischer Projektoren (Meo 5X) aus den 1970er Jahren zur Verfügung. Im Parkett können 116 und in der Kinobar 37 Zuschauer Platz nehmen.